# Boulevard de l'Ormière
Le boulevard de l'Ormière est une artère d'orientation nord-sud située à Québec.

## Situation et accès
Le boulevard a une longueur d'environ 5 km. Son tracé est principalement rectiligne. Situé à environ 1 kilomètre à l'est de l'autoroute Henri-IV et parallèle à celle-ci, le boulevard traverse les quartiers de Duberger–Les Saules, des Châtels et de Loretteville, à la rencontre des arrondissements de La Haute-Saint-Charles et des Rivières.
Ses principales intersections sont avec la rue Jean-Marchand, le boulevard de l'Auvergne, le boulevard Johnny-Parent, l'avenue Chauveau et l'avenue Racine.
L'axe du boulevard de l'Ormière se prolonge sous le nom de boulevard Saint-Claude, au nord de la route 369, et sous le nom de boulevard Masson, au sud de l'autoroute Félix-Leclerc.

## Origine du nom
Il prend son nom de la concession de l'Ormière, partie de la seigneurie Saint-Gabriel qu'il traverse à l'époque de sa création. Le mot ferait référence à l'orme, particulièrement abondant dans ce secteur.

## Historique
Créé durant le Régime français, cette artère traverse initialement la concession de l'Ormière située dans la seigneurie Saint-Gabriel.
Avant l'urbanisation rapide de ses abords vers la fin du XXe siècle, la route traversait principalement un secteur agricole.
Auparavant désigné « route ou chemin Sainte-Barbe » puisqu'il longeait le ruisseau Sainte-Barbe son nom actuel est officialisé le 14 juillet 1964 par l'autorité municipale et le 25 juin 1987 par la Commission de toponymie.